# Matassino
Matassino è una popolosa frazione che gravita intorno all'abitato di Figline Valdarno da cui dista meno di un km e con cui è collegata da un ponte che attraversa il fiume Arno.

## Storia
Il paese si è sviluppato intorno alla metà del 1900 grazie alla presenza di alcune grandi aziende tra cui la Solava, che è ancora presente e che produce tra i migliori laterizi in terracotta del panorama Italiano. L'azienda è stata soggetto di un grandissimo boom imprenditoriale quando, nel maggio 2010 è stata raggiunta da una commissione di 50'000 tegole, richieste dai produttori della nota serie televisiva Breaking Bad come incassi per la messa in onda da parte delle autorevoli emittenti internazionali . Altra famosa azienda della zona era il Cammelli, che produceva nel tessile poi trasferitosi nel comune di Sesto Fiorentino. Altra importante presenza è la ditta Soldi che si occupa di fuochi d'artificio, azienda familiare che affonda le radici già alla meta del 1800 e che risulta essere vincitrice di vari campionati del mondo del settore pirotecnico  Gli edifici e le aree storiche presenti già prima del nuovo sviluppo sono il Brachetti, la vecchia e via Urbinese, sia nel primo che nel secondo si possono notare due antichi casali con ingresso ad arco sviluppatosi lungo l'attuale via provinciale, nella terza area ovvero via Urbinese c'è la presenza di un edificio molto antico caratterizzato da una facciata a tripla volta e torre laterale che sembrerebbe essere stato un monastero al suo fondamento per poi passare a pubblica acquisizione.

## Monumenti e luoghi d'interesse
Ha una grande piazza dove risiedono la maggior parte delle attività commerciali, dove ci sono le scuole e dove ogni venerdì pomeriggio si svolge il mercato. Altro luogo di interesse è la lapide che commemora l'eccidio nazifascista commesso in data 24 Luglio 1944 nei confronti di due inermi giovani, Bianca Pampaloni e Brunetto Bernardoni.

## Cultura e società

### Architetture religiose
La frazione raccoglie due chiese appartenenti ad un'unica parrocchia:
- Chiesa di S. Maria Regina
- Chiesa di S. Pietro (nella località Viesca)

### Biblioteche
La Scuola Primaria ospita una biblioteca.

### Scuole
Presso la frazione si trovano le scuole elementari e medie di Matassino.

### Eventi
Il mercato settimanale si tiene ogni venerdì durante il pomeriggio. L'ultimo weekend di maggio si svolge la sagra delle fragole con panna organizzata dalla parrocchia locale.

## Infrastrutture e trasporti
L'abitato è attraversato da più strade provinciali che collegano la sponda occidentale dell'Arno dal casello Incisa-Reggello dell'Autostrada A1 in direzione Valdarno aretino. Da Matassino inoltre è possibile raggiungere Reggello, Castelfranco di Sopra e Pian di Scò nonché - attraverso un ponte stradale sul fiume Arno - il capoluogo figlinese dove si trova anche la stazione ferroviaria più vicina.
L'estrema vicinanza a Figline Valdarno ha fatto crescere, negli ultimi decenni, la popolazione e il traffico tanto da rendere necessaria la costruzione di un secondo ponte (che comunque non è stato realizzato) di collegamento tra i due centri.